# Sudden Death (1995)
Sudden Death is een Amerikaanse actiefilm uit 1995 geregisseerd door Peter Hyams. De hoofdrollen worden vertolkt door Jean-Claude Van Damme en Powers Boothe.
Het verhaal, met een climax scène bij een hockeywedstrijd, werd geschreven door Karen Elise Baldwin, de vrouw van de toenmalige Pittsburgh Penguins eigenaar Howard Baldwin.

## Verhaal
Een paar terroristen kidnappen de vicepresident en dreigen met het opblazen van het stadion waar op dat moment een ijshockey-finale bezig is. Brandwacht Darren komt achter het plan en besluit de plannen van de terroristen te dwarsbomen.

## Rolverdeling
| Acteur                | Personage                    |
| --------------------- | ---------------------------- |
| Jean-Claude Van Damme | Darren Francis Thomas McCord |
| Powers Boothe         | Joshua Foss                  |
| Raymond J. Barry      | Vice President Daniel Binder |
| Whittni Wright        | Emily McCord                 |
| Ross Malinger         | Tyler McCord                 |
| Dorian Harewood       | Matthew Hallmark             |
| Kate McNeil           | Kathi                        |
| Michael Gaston        | Hickey                       |
| Audra Lindley         | Mrs. Ferrara                 |
| Brian Delate          | Blair                        |
| Faith Minton          | Carla                        |
| Brian Hutchison       | Young Secret Service Agent   |